# بلندفورد، نیو ساوت ولز
بلندفورد (به انگلیسی: Blandford) یک شهرک در استرالیا است که در نیو ساوت ولز واقع شده‌است.